# عنکبوت‌های کیسه‌باف پادراز
عنکبوت‌های کیسه‌باف پادراز (نام علمی: Miturgidae) نام یک تیره از راسته عنکبوت است.